# Gilbert Westacott Reynolds

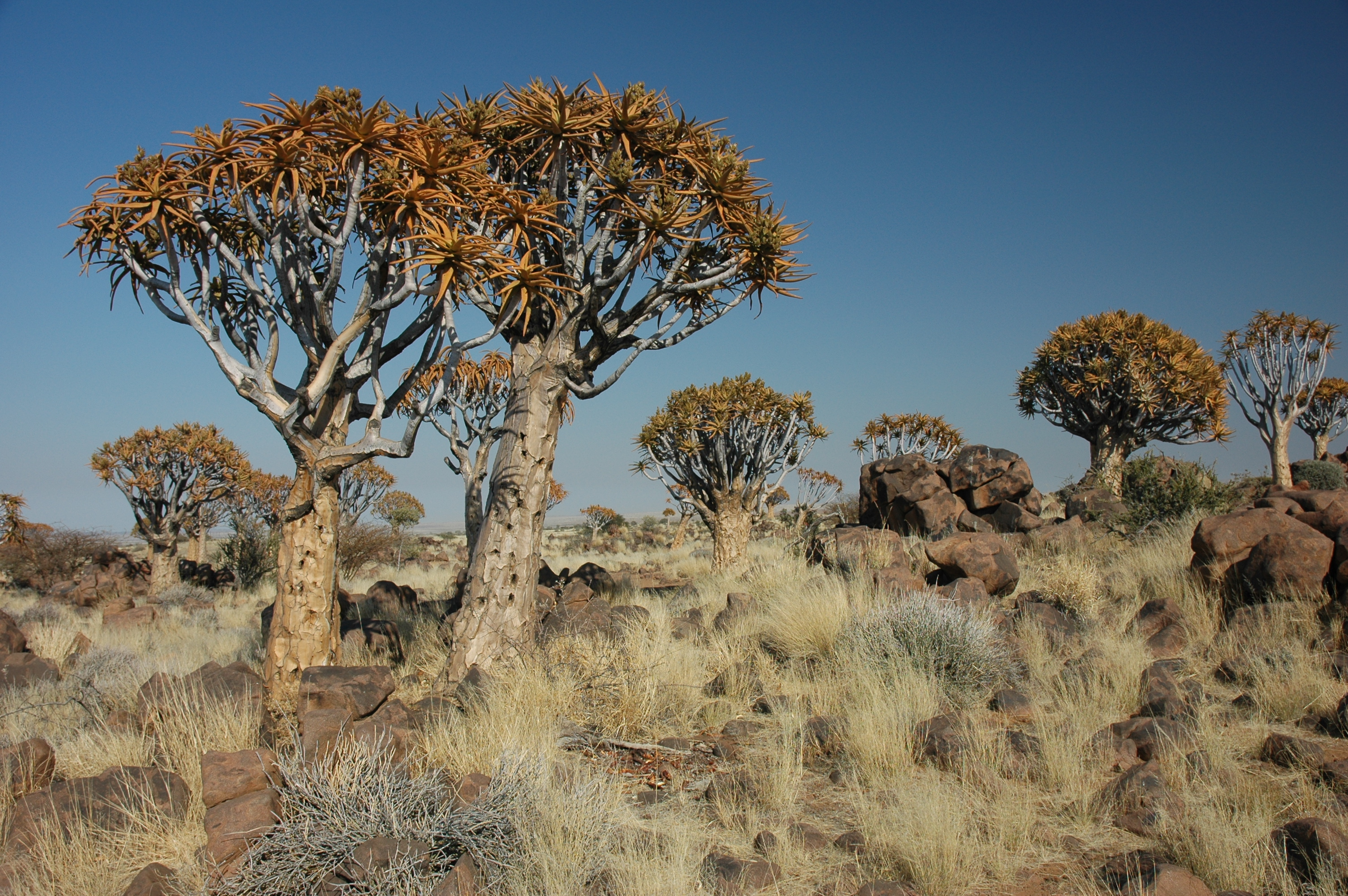
Aloe dichotoma Masson

Gilbert Westacott Reynolds ( 10 de octubre de 1895 Bendigo - 7 de abril de 1967 Mbabane), fue un optometrista y botánico autoridad en el género Aloe.

## Biografía
En 1902, Gilbert Reynolds arriba a Johannesburgo con sus padres, dando su padre comienzo a un negocio como óptico. Recibe su educación en el St John's College donde se destacó como exioso jugador de ajedrez (un ¡Victor Ludorum!).
Pasada la Primera Guerra Mundial se enrola y tiene servicio activo en África del sudoeste (hoy Namibia) y en Nyasalandia con el rango de Capitán. Habiéndose calificado como optometrista, se une a su padre en 1921. Reynolds desarrolla sumo interés en bulbosas y suculentas de Sudáfrica hacia esa época. Hacia 1930, comienza a recolectar flora extensamente, y gradualmente se orienta hacia Aloe.
Reynolds recibe guía en esas etapas tempranas de estudios por parte de la Dra Inez C. Verdoorn y del Dr Robert A. Dyer del "Instituto de Estudios Botánicos de Pretoria", para ser posteriormente un experto en Aloe con un conocimiento extenso del genus a campo y bajo cultivo. En plan de publicar, explora todo el país, colectando especímenes, tomando datos y fotos de la vegetación en sus hábitats naturales. El General Smuts, de por sí ávido recolector y botánico experimentado, le escribe el prólogo. Nótese que antes de la publicación de su obra, no había una guía de aloes, excepto Arts. y monografías que no cubrían toda la problemática.
A fines de 1960 tiene la suerte de estar un mes en Kew Gardens, chequeando taxonomía, especímenes tipo e identificaciones.

## Algunas publicaciones
- The Aloes of South Africa - Johannesburg, 1950
- Les Aloes de Madagascar - Tananarive, 1958
- The Aloes of Tropical Africa and Madagascar - Cape Town, 1966

Publicará numerosos y populares artículos en African Wild Life detallando sus viajes botánicos, a lugares tan lejanos como Somalilandia, Eritrea, Etiopía y Madagascar, y también en muchas revistas científicas sobre aloes. Luego de su deceso, su colección de aloes vivos se trasplanta al "Mlilwane Game Sanctuary" en Suazilandia, con un buen número de duplicados al "National Botanical Institute in Pretoria.

## Honores
- 1952: doctorado honorífico, de la Universidad de Ciudad del Cabo.

### Eponimia
Especies
- Aloe reynoldsii Letty[1]

- La abreviatura «Reynolds» se emplea para indicar a Gilbert Westacott Reynolds como autoridad en la descripción y clasificación científica de los vegetales.[2]